# 日本オフィス・システム
日本オフィス・システム株式会社（にほんオフィス・システム、英文社名：Nippon Office Systems Limited）は、東京都江東区に本社を置く兼松系列のシステムインテグレーターである。

## 概要
1982年（昭和57年）、日本アイ・ビー・エムの特約店第1号として、兼松江商株式会社（現・兼松）と日本IBMの共同出資（兼松65%、IBM35%出資）により設立された。

## 沿革
- 1982年 - 兼松江商と日本IBMの共同出資により、日本オフィス・システム株式会社を設立。
- 1983年 - IBMタイプライターに加え、システム製品の取扱開始。
- 1988年 - NOSユーザー会発足。
- 1990年 - 片桐機械株式会社との共同出資により北海道オフィス・システム株式会社を設立。
- 1992年 - 通産省SI認定企業登録。
- 2000年 - 本社を東京都中央区日本橋箱崎町36-2号に移転。
- 2002年 - 兼松コミュニケーションズ株式会社のIT開発・運用部門の営業権を譲受。
- 2004年1月 - 執行役員制度及び社内カンパニー制を導入。
- 2004年10月 - 株式会社アルゴ21（現・キヤノンITソリューションズ）より、PC保守サービス事業の営業権を譲受。
- 2005年 - ジャスダックに株式上場。
- 2007年 - NTTコミュニケーションズ株式会社と業務提携。
- 2008年 - モックオフィスコンサルタント株式会社を吸収合併。
- 2011年 - 本社を東京都江東区潮見2-10-24に移転。
- 2011年 - 株式会社イヌイシステムズ（現・i-NOS）を株式取得により子会社化。
- 2012年 - 兼松エレクトロニクス株式会社の連結子会社となる。
- 2015年
  - 3月 - 兼松エレクトロニクスが株式公開買付けにより96.5%の株式を取得[2]。
  - 7月 - 上場廃止。兼松エレクトロニクスの完全子会社となる。
- 2017年 - 本社を東京都江東区木場5-8-40 東京パークサイドビルに移転。
- 2022年 - 本社を東京都江東区有明3-4-10 TFTビル西館に移転。

## 事業所
- 本社 - 東京都江東区有明3-4-10 TFTビル西館 5階
  - 京橋事業所 - 東京都中央区京橋2-13-10 京橋MIDビル

- サテライトオフィス

葛西サービスセンター

## 事業内容
- 情報システム事業
  - エンタープライズアプリケーション・サービス
    - 情報システムの開発、構築、運用に至るシステムインテグレーションの提供

  - システムエンジニアリング・サービス
    - 通信インフラの設計、構築、点検作業等のネットワークインテグレーションの提供

  - システムマネージメント・サービス
    - 運用管理業務のアウトソーシング・サービスの提供

  - カスタマーエンジニアリング・サービス
    - ハードウェア製品の運用管理保守サービスの提供

- システム販売事業

IBMブランド製品等のハードウェア、ソフトウェア、プリンター、ネットワーク機器、周辺機器の販売
主要取扱製品
- ハードウェア - サーバー、ストレージ、PC、ネットワーク機器、周辺機器
  - IBM/レノボ、HP、DELL、シスコシステムズ、パナソニック、東芝、キヤノン、リコー等

- ソフトウェア - OS、DataBase製品、Office製品、Security製品
  - IBMソフトウェア製品
    - DB2 Information Management Software、ロータス (Lotus Software)、Rational software、Tivoli software、WebSphere software

  - 各社ソフトウェア製品
    - マイクロソフト、シマンテック、トレンドマイクロ、Oracle Database等

販売・業務契約
- IBM
  - IBMビジネス・パートナー契約
  - ソリューション基本契約
- レノボ・ジャパン株式会社
  - Lenovoリセラー契約